# Unión (Montevideo)
Unión – barrio (sąsiedztwo lub dzielnica) miasta Montevideo, stolicy Urugwaju. Położone jest w południowo-wschodniej części miasta. Graniczy na północnym zachodzie z Mercado Modelo i Villa Española, na północnym wschodzie z Maroñas, na wschodzie z Malvín Norte, na południu z Buceo i Parque Batlle, a na południowym zachodzie z La Blanqueada i Larrañagą. Przecinają je dwie ważne drogi: Avenida 8 De Octubre i Bulevar José Batlle y Ordóñez. 
Historia Unión rozpoczyna się w 1845 roku, gdy Montevideo okupowane było przez generała Oribe'go. To on w 1849 roku założył Villa de la Restauración, które w roku 1851 przemianowano na Unión.

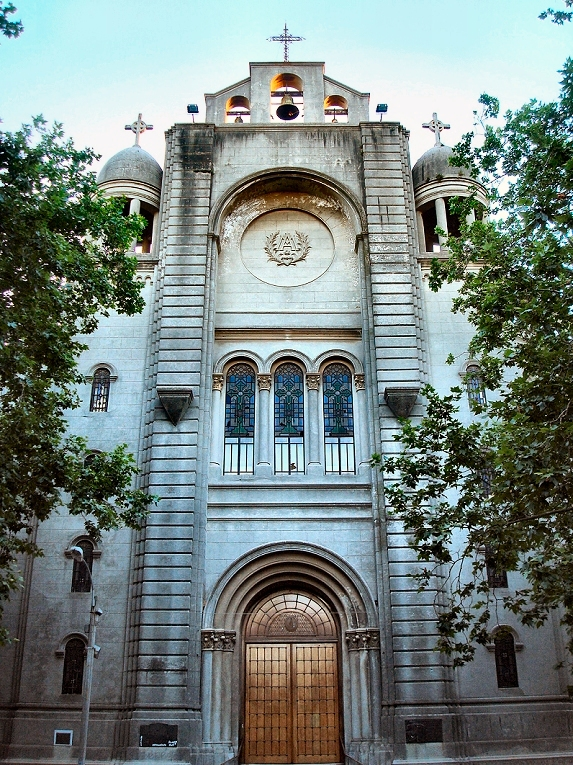
Kościół w Unión